# 川部橋站
川部橋站（日语：／ Kawabe-bashi eki */?）是位於岐阜縣岐阜市川部（舊本巢郡七鄉村），名古屋鐵道揖斐線的鐵道車站（廢站）。
車站名稱取自跨越根尾川（通稱：古根尾川）的橋樑名稱。

## 歷史
- 1914年（大正3年）3月29日 - 岐北輕便鐵道忠節站至北方町站（後來名為美濃北方站）之間開通，此站啟用[1][2]。
- 1921年（大正10年）11月10日 - 岐北輕便鐵道合併至美濃電氣軌道[3]。成為美濃電氣軌道的北方線。
- 1930年（昭和5年）8月20日 - 美濃電氣軌道與名古屋鐵道（第一代。同年中改名為名岐鐵道，在1935年起再改名為名古屋鐵道）合併。成為名古屋鐵道的車站[4][5]。
- 1946年（昭和21年）3月1日前 - 車站暫停營業[6][2][注 5]。
- 1969年（昭和45年）4月5日 - 車站正式廢除[6][2]。

另外，有書籍記述在此站啟用後不久已經一度暫停營業。在包含名古屋鐵道公司史在內，其他書籍中沒有記載相關事情。

## 相鄰車站
名古屋鐵道
揖斐線
尻毛－川部橋－又丸

## 注腳